# Prickart
Prickart (Limburgs: D'r Prikket) is een buurtschap ten noorden van Bocholtz in de gemeente Simpelveld in de Nederlandse provincie Limburg. De buurtschap ligt tussen Broek en Zandberg in het Eyserbeekdal. In Prickart staan rond de 50 boerderijen en huizen met ongeveer 125 inwoners.
Aan de westkant van de buurtschap stroomt de Bocholtzerbeek. Daar staat net in de nabijgelegen buurtschap Broek de Mariakapel. 
Dorpen: Bocholtz · Simpelveld

Gehuchten en buurtschappen: Baaks/Sweijer · Baneheide · Bocholtzerheide · Bosschenhuizen · Broek · Bulkemsbroek · Huls · In de Gaas · Molsberg · Prickart · Rodeput · Vlengendaal · Waalbroek · Zandberg

Limburg: Steden en dorpen      Nederland: Provincies · Gemeenten